# Muslimanska bošnjačka organizacija
Die Muslimanska bošnjačka organizacija (Muslimisch-bosniakische Organisation, MBO) war eine politische Partei in Bosnien und Herzegowina. Sie wurde 1990 von Adil Zulfikarpašić mit drei weiteren ehemaligen SDA-Mitgliedern (Muhamed Filipović, Hamza Mujagić und Fehim Nametak) gegründet. Sie trat trotz des muslimischen Attributs im Namen für ein liberales, demokratisches Staatswesen ohne die Betonung religiöser oder ethnischer Belange ein. So heißt es in einem Zusatz zum Gründungsprogramm, dass die MBO die „Interessen der muslimischen Bosniaken und aller anderen Bürger BiHs“ vertrete, „die den drei großen historisch-kulturellen Traditionen BiHs angehörten, das Land als ihre Heimat betrachteten und sich als seine Bürger“ ansehen.
Auch aufgrund der kurzen verbleibenden Zeit für einen eigenen Wahlkampf erhielt sie bei den Wahlen im November 1990 nur 1,1 % der Stimmen.